# 6월 7일
6월 7일은 그레고리력으로 158번째(윤년일 경우 159번째) 날에 해당한다.

## 사건
- 192년 - 후한의 정치가 왕윤(王允) · 왕굉(王宏) · 송익(宋翼)을 처형하다.
- 1099년 - 제1차 십자군 전쟁, 십자군이 예루살렘에 도착한 파티마 칼리파국과 공방전을 시작하다.
- 1456년 - 조선 세조 2년, 사육신(死六臣)의 단종 복위 사건에 연좌된 자들을 처벌하다.
- 1480년 - 조선 성종 11년, 유구국(琉球國) 사신이 절 짓는 비용을 요청하다.
- 1494년 - 스페인과 포르투갈이 새로이 발견되는 신대륙을 나눠 가지기로 한 토르데시야스 조약에 서명하다.
- 1592년 - 임진왜란: 탄금대 전투가 벌어지다.
- 1676년 - 조선 숙종 2년, 전라도 동복·화순·능주에서 집이 흔들릴 정도의 지진이 일어나다.
- 1797년 - 조선 정조 21년 제주도 대정군(大靜縣)에 표착한 유구국(琉球國) 사람을 돌려보내다.
- 1825년 - 조선 순조 25년, 한재(旱災)가 심하자 술 빚는 것을 금하다.
- 1905년 - 노르웨이, 스웨덴과의 동군연합(同君聯合)을 종식하다.
- 1920년 - 한국의 독립운동: 봉오동 전투가 치러졌다.
- 1938년 - 더글러스 DC-4E가 미국 캘리포니아주의 샌타모니카에 있는 클로버 비행장에서 첫 비행을 하다.
- 1942년 - 제2차 세계 대전: 태평양 전쟁: 미드웨이 해전이 종료되다.
- 1948년 - 체코슬로바키아 제3 공화국의 에드바르트 베네시가 대통령직에서 물러나다.
- 1976년 - 제1차 팀 스피리트 한국군·주한 미군 연합 군사 훈련을 실시하다.
- 1981년 - 이스라엘 전투기들이 이라크의 오시라크 원전을 공습한 바빌론 작전이 펼쳐지다.
- 1999년 - 대한민국, 진형구 전 대검찰청 공안부장이 1998년 11월 조폐 공사 파업을 대검찰청이 유도했다고 발언하다.
- 2003년 - 폴란드에서 유럽 연합 가입을 묻는 국민 투표가 실시되다. 58.6%의 투표율을 보였고, 78.3%가 찬성하다.
- 2006년 - 알카에다 조직의 수장인 알자르카위가 이라크 바그다드로부터 북서쪽 50킬로미터 떨어진 디얄라주의 은신처에 숨어있다가 미군의 공습으로 사망하다.
- 2013년 - 중화인민공화국 푸젠성 샤먼시에서 90명을 태우고 고가도로를 주행하던 버스에서 화재가 발생, 47명이 숨지고 34명이 다쳤다.
- 2014년
  - 콩고 민주 공화국 동부 남키부주 무타룰레에서 무장 괴한들이 교회를 습격해(영어판) 부녀자와 어린이 등 30여 명을 학살하였다.
  - 아프가니스탄 북동부 바글란주의 주도 풀리쿰리에서 140km 떨어진 구지르가히 누르구(영어판)에서 홍수가 발생해 54명이 사망하고 이재민이 수천 명 발생하였다.
- 2018년 - 키르기스스탄에서 열린 국제철도협력기구 장관급 회의에서 대한민국의 정회원 가입이 만장일치로 통과되었다.
- 2021년
  - 대한민국 대법원 김양호 부장판사가 일본 전범기업들을 상대로 일제 강제징용 피해자가 낸 손해배상 청구 소송을 각하했다.
  - 파키스탄 신드주 고트키구에서 열차 충돌 사고(영어판)가 발생, 최소 37명이 숨지고, 64명 이상이 부상을 입었다.

## 문화
- 1986년 - 일본 프로 야구 히로시마 도요 카프의 기누가사 사치오가 일본 프로 야구 사상 최초로 2,000경기 연속 출장 기록을 달성하다.
- 1980년 - 대한민국, 서강대교가 착공됐다.
- 2001년 - 대한민국의 한복 디자이너 이영희가 조선민주주의인민공화국의 수도 평양시에서 자신의 작품을 전시하다.
- 2005년 - 네덜란드 프로 축구 PSV 에인트호번의 박지성 선수가 잉글랜드 프리미어리그의 맨체스터 유나이티드로부터 영입제의가 있었다고 밝혔다.
- 2007년 - 박세리 선수가 미국 LPGA에서 명예의 전당에 이름을 올렸다.
- 2008년 - 스위스에서 유로 2008 대회가 개막되었다.
- 2009년
  - 대한민국 축구 국가대표팀이 아랍에미리트 두바이에서 열린 아랍에미리트 축구 국가대표팀과의 원정 경기에서 2:0으로 승리하며 세계에서 6번째로 7연속 월드컵 본선에 진출한 나라가 되었다.
  - 스위스의 테니스 선수 로저 페더러가 프랑스 오픈 남자 단식에서 우승했다.
- 2010년
  - 대한민국의 육상 선수 김국영이 전국육상경기선수권대회에서 31년 간 깨지지 않던 한국 기록10초 34를 10초 23으로 새로 작성하였다.
  - 미국의 애플이 WWDC(개발자회의)를 개최, 그와 동시에 아이폰 4를 출시했다.
- 2023년 - 대한민국, 국도 제31호선 청송 삼자현터널이 개통되었다.
- 2024년 - 일본의 애니메이션 및 게임 제작사 가이낙스가 도쿄 지방 법원에 신청했던 파산 신청이 수리되면서 역사 속으로 사라졌다.

## 탄생
- 1837년 - 오스트리아의 세관 공무원, 아돌프 히틀러의 아버지 알로이스 히틀러. (~1903년)
- 1848년 - 프랑스의 화가 폴 고갱. (~1903년)
- 1862년 - 독일의 물리학자 필리프 레나르트. (~1947년)
- 1897년 - 소련의 군인 키릴 메레츠코프. (~1968년)
- 1900년 - 미국의 교육인 프레더릭 터먼. (~1982년)
- 1902년 - 일제 강점기의 조선 귀족 최정원. (~?)
- 1904년 - 일제 강점기와 대한민국의 영화배우 복혜숙. (~1982년)
- 1905년 - 일제강점기의 관료 박부양. (~1974년)
- 1909년 - 미국의 배우 제시카 탠디. (~1994년)
- 1917년
  - 미국의 배우 겸 가수 딘 마틴. (~1995년)
  - 영국의 언어학자 앨프리드 김슨. (~1985년)
- 1922년 - 대한민국의 요리연구가 하선정. (~2009년)
- 1928년 - 영국의 영화감독 제임스 아이보리.
- 1929년 - 멕시코의 축구 선수 안토니오 카르바할. (~2023년)
- 1932년 - 대한민국의 언론인, 정치인, 작가, 시인 김윤환. (~2003년)
- 1940년
  - 대한민국의 배우 박근형.
  - 영국 웨일스의 가수 톰 존스.
- 1942년 - 리비아의 정치인 무아마르 알 카다피. (~2011년)
- 1948년
  - 대한민국의 뮤지컬 연출가 윤호진.
  - 유고슬라비아와 크로아티아의 수구 선수 라트코 루디치.
- 1951년 - 대한민국의 기업인 허수영.
- 1952년
  - 미국의 국제 변호사 제프리 존스.
  - 터키의 노벨문학상 수상 작가 오르한 파묵.
  - 영국의 영화배우 리암 니슨.
- 1953년
  - 대한민국의 전 국회의원 강기갑.
  - 체코의 영화배우 리부셰 샤프란코바. (~2021년)
  - 남아프리카 공화국의 인기 뮤지션 자니 클레그.
- 1955년 - 미국의 배우 윌리엄 포사이스.
- 1956년
  - 대한민국의 핵융합기술 과학자 이경수.
  - 잉글랜드의 배우, 성우 마크 라이언.
- 1957년 - 도미니카공화국의 가수 후안 루이스 게라.
- 1958년 - 미국의 가수 프린스. (~2016년)
- 1960년
  - 대한민국의 가수 이화. (~2019년)
  - 일본의 만화가 아라키 히로히코.
- 1962년 - 미국의 배우 랜스 레딕. (~2023년)
- 1963년
  - 대한민국의 정치인 조해진.
  - 대한민국의 전 농구 선수 한기범.
  - 프랑스의 테너 가수 로베르토 알라냐.
- 1965년 - 대한민국의 정당, 대학교수 김은경.
- 1966년
  - 미국의 영화 감독 톰 매카시.
  - 대만의 싱어송라이터 장위성. (~1997년)
- 1967년 - 대한민국의 기업인, 정치인 최은석.
- 1969년 - 대한민국의 배우 신준영.
- 1970년
  - 대한민국의 영화배우 차승원.
  - 브라질의 전 축구 선수 카푸.
  - 브라질의 전 육상 선수 호나우두 다 코스타.
- 1971년
  - 대한민국의 가수 김경호.
  - 대한민국의 전 축구 선수 이태훈.
- 1972년
  - 대한민국의 전 야구 선수 하상도.
  - 뉴질랜드의 배우 칼 어번.
  - 대한민국의 영화감독 김현석.
- 1973년 - 대한민국의 영화배우 송윤아.
- 1974년
  - 대한민국의 배드민턴 선수 이동수.
  - 영국의 전 군인, 방송인 베어 그릴스.
  - 대한민국의 가수, 싱어송라이터 강허달림.
- 1977년
  - 대한민국의 야구 선수 박명환.
  - 대한민국의 래퍼 RNP.
  - 대한민국의 정치인 강명구.
- 1978년 - 대한민국의 가수 토니안.
- 1979년
  - 대한민국의 음악인 용감한 형제.
  - 덴마크의 가수, 배우 율리 베르텔센.
- 1981년
  - 대한민국의 축구 선수 김현우.
  - 대한민국의 축구 선수 김동현.
  - 미국의 영화배우 존 에드워드 리.
- 1982년 - 일본의 배우 시오야 슌.
- 1983년
  - 대한민국의 방송인 이지연.
  - 영국의 가수, 배우 리 라이언.
- 1984년 - 대한민국의 전 배우 김지유.
- 1985년
  - 대한민국의 야구 선수 이희근 (한화 이글스).
  - 일본의 성우 미야케 마리에.
  - 대한민국의 바둑 기사 조혜연.
- 1986년
  - 대한민국의 배우 지소연.
  - 우즈베키스탄의 권투 선수 아보스 아토예프.
- 1987년 - 미국의 영화 감독 다니엘 샤이너트.
- 1988년
  - 대한민국의 배우 박성우.
  - 캐나다의 배우 마이클 세라.
  - 일본의 성우 키무라 쥬리.
- 1989년
  - 대한민국의 야구 선수 이형종.
  - 브라질의 권투 선수 존 조 네빈.
- 1990년 - 오스트레일리아의 랩퍼 겸 모델 이기 아잘리아.
- 1991년 - 대한민국의 래퍼 릴보이.
- 1992년
  - 대한민국의 야구 선수 이현석.
  - 대한민국의 배구 선수 최은지.
- 1993년
  - 대한민국의 전 가수, 배우 지연.
  - 대한민국의 리그 오브 레전드 프로게이머 엠페러.
- 1994년 - 대한민국의 인터넷 방송인 다주.
- 1995년
  - 대한민국의 가수 주은 (다이아).
  - 대한민국의 전 리그 오브 레전드 프로게이머 임프.
- 1996년
  - 일본의 가수, 싱어송라이터 사유리. (~2024년)
  - 대한민국의 가수 서호.
- 1997년
  - 우즈베키스탄의 유도 선수 다블라트 보보노프.
  - 대한민국의 가수 아만다.
- 1998년 - 대한민국의 축구 선수 배수용.
- 2000년
  - 일본의 축구 선수 세코 아유무.
  - 대한민국의 리그 오브 레전드 프로게이머 드레드.
- 2001년 - 대한민국의 가수 홍다영.
- 2002년 - 대한민국의 가수 김진솔.
- 2009년 - 대한민국의 아역배우 김강훈.

## 사망
- 192년 - 후한 말의 대신, 정치인 왕윤. (137년~)
- 555년 - 제59대 로마의 교황 교황 비질리오. (?~)
- 1876년 - 프랑스의 소설가 조르주 상드. (1804년~)
- 1937년 - 미국의 배우 진 할로. (1911년~)
- 1954년 - 영국의 수학자, 논리학자, 컴퓨터 과학자 앨런 튜링. (1912년~)
- 1976년 - 일본제국의 군인 시마다 시게타로. (1883년~)
- 1986년 - 대한민국의 독립운동가 박시창. (1900년~)
- 1990년 - 대한민국의 시인 모윤숙. (1910년~)
- 2006년 - 이슬람의 테러지도자 아부 무사브 알자르카위. (1966년~)
- 2010년 - 대한민국의 정치인 강성원. (1948년~)
- 2011년 - 대한민국의 교육인 김준엽. (1920년~)
- 2013년 - 프랑스의 총리, 정치인 피에르 모루아. (1928년~)
- 2015년
  - 대한민국의 축구 선수 정용환. (1960년~)
  - 영국의 배우 크리스토퍼 리. (1922년~)
- 2019년 - 미국의 영화배우 줄리 페인. (1940년~)
- 2021년
  - 이탈리아의 정치인 굴리엘모 에피파니. (1950년~)
  - 대한민국의 시인 문인수. (1945년~)
  - 대한민국의 축구 선수 유상철. (1971년~)
  - 미국의 영화배우 래리 겔맨. (1930년~)
- 2022년
  - 미국의 역도 선수 아이작 버거. (1936년~)
  - 오스트리아의 영화배우, 시인, 작가 모리사키 가즈에. (1927년~)
- 2023년 - 이란의 프로레슬링 선수 아이언 쉬크. (1942년~)
- 2024년
  - 콩고민주공화국의 축구 선수 장카송고 반자. (1974년~)
  - 미국의 우주비행사 윌리엄 앤더스. (1933년~)

## 기념일
- 메모랜덤 데이: 슬로바키아
- 요아킴 왕자 탄생일: 덴마크
- 저널리스트 데이(Journalist Day): 아르헨티나
- 국기의 날: 페루
- 6월의 일곱 번째 날(Sette Giugno): 몰타
- 노동 조합 해산의 날: 노르웨이

## 같이 보기
- 전날: 6월 6일 다음날: 6월 8일 - 전달: 5월 7일 다음달: 7월 7일
- 음력: 6월 7일
- 모두 보기